# Mulher de Minnesota

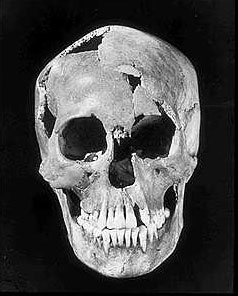
Crânio de "Mulher de Minnesota" descoberto em 1931

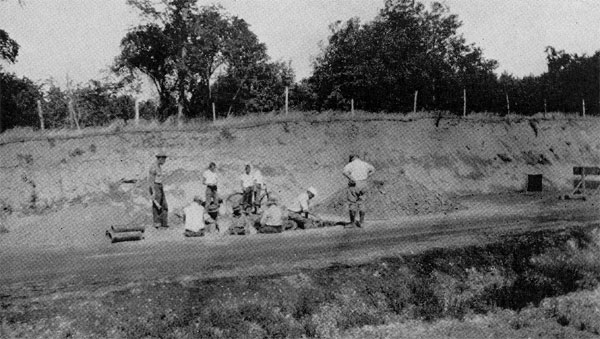
Segunda redigitação do site da Mulher de Minnesota pela Universidade de Minnesota, voltada para a margem oeste do corte da rodovia, desenterrado em 1931

Mulher de Minnesota, também conhecida como Mulher de Pelican Rapids-Minnesota, são os restos mortais de uma mulher que se pensava ter 8.000 anos de idade. Os ossos foram encontrados perto de Pelican Rapids, Minnesota, em 16 de junho de 1931, durante a construção na US Route 59. Os ossos foram levados ao Dr. Albert Jenks da Universidade de Minnesota, que os identificou como os ossos de uma mulher de 15 ou 16 anos, mas que nunca teve filhos. A mulher tinha dois artefatos - uma adaga feita de chifre de alce e um pendente de concha. A concha veio de uma espécie de caracol conhecida como Busycon perversum, que anteriormente só existia na Flórida.

## Descoberta
A equipe da estrada desenterrou o local sem uma investigação dos arqueólogos, então alguns dos detalhes exatos da morte da mulher eram difíceis de determinar. O local indicava que a mulher não havia sido enterrada ritualmente e havia uma fina camada de conchas de moluscos ou mexilhões quebrados sobre o corpo. Isso levou à hipótese de que a mulher havia se afogado, seja ao romper o gelo ou ao cair de um barco, e que seu corpo ficara coberto de lama no fundo de um lago glacial.
Antes de 1926, a maioria dos cientistas teorizava que os seres humanos só haviam aparecido na América nos últimos dois mil anos. A descoberta da Mulher de Minnesota forneceu evidências de que os humanos estiveram na América por muitos milhares de anos antes disso. Os cientistas agora reconhecem a menina como alguém cujos ancestrais eram paleo-indios. A datação por radiocarbono identifica a idade dos ossos há aproximadamente 8.000 anos, aproximadamente 7.890 ± 70 ou próximo ao início do período arcaico em Minnesota.
Esses restos mortais foram enterrados novamente na Dakota do Sul em 2 de outubro de 1999, por tribos Sioux e não estão disponíveis para estudos adicionais.